# FUSE
FUSE (acronimo di filesystem in user space) è una interfaccia informatica software per i sistemi operativi Unix e Unix-like di tipo open source, distribuito sotto la licenza GPL e LGPL, volto alla realizzazione di un modulo per il kernel Linux che permetta agli utenti non privilegiati di un sistema di creare un proprio file system senza la necessità di scrivere codice a livello kernel.
Il sistema FUSE era originariamente parte di A Virtual Filesystem (AVFS), ma si è successivamente separato per dare vita ad un progetto a sé stante, ora ospitato da SourceForge. È disponibile per Linux, FreeBSD, OpenSolaris e macOS.

## Descrizione
Il codice del filesystem in spazio utente mentre il modulo FUSE funziona solamente come "bridge" per l'interfaccia del kernel. FUSE è divenuto ufficialmente parte del codice del kernel Linux a partire dalla release 2.6.14.
FUSE è particolarmente utile per scrivere filesystem virtuali. A differenza dei filesystem tradizionali che si preoccupano principalmente di organizzare e memorizzare i dati su disco, i filesystem virtuali non memorizzano realmente i dati per conto proprio. Agiscono infatti come un tramite fra l'utente ed il filesystem reale sottostante. FUSE è un sistema molto potente: virtualmente ogni risorsa disponibile ad essere implementata sfruttando FUSE può divenire un filesystem virtuale. Sono infatti stati realizzati, ad esempio, filesystem quali SSHFS, che permette di montare un sistema remoto in connessione SSH come un filesystem, o addirittura GmailFS, che utilizza lo spazio fornito da Google Inc. per le caselle e-mail del proprio sistema Gmail.com per ricavarne un filesystem virtuale (si veda in proposito la sezione Esempi).

## Esempi
- SSHFS: Permette l'accesso ad un file system remoto tramite SSH
- GmailFS: Un filesystem che immagazzina i dati come email in Gmail
- EncFS: Encrypted virtual filesystem
- Captive NTFS, ntfsmount, e NTFS-3G, permettono l'accesso ai file system NTFS
- WikipediaFS: Visualizza e modifica gli articoli di Wikipedia come se fossero dei veri file
- iPodDisk: Usa il sistema MacFUSE per visualizzare i file nascosti e offuscati dell'iPod come se fosse una directory di musica ben catalogata, permette inoltre agli utenti di copiare i file dall'iPod verso un altro hard disk.

Una lista dei file system che utilizzano FUSE può essere trovata sul sito stesso di FUSE.